# 王培杰
王培杰（？—），男，中共二十大代表，中国人民解放军海军少将。
歷仼中俄“海上联合－2015(I)”海上联合集群参谋长、海南省军区司令员、海军古镇口综保基地司令、中國人民解放軍海军少將丶中共黨員。2022年6月，任中共海南省委常委。